# 水モデル

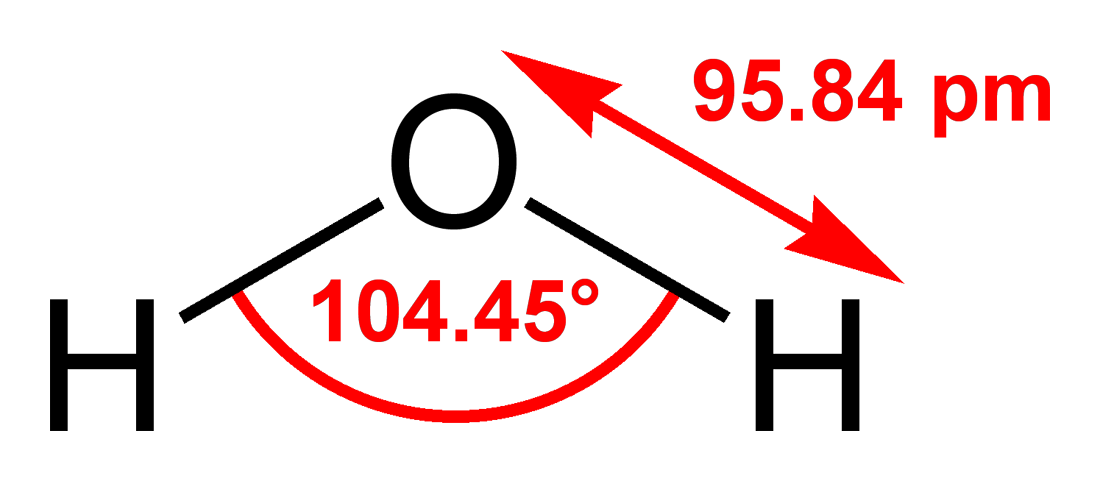
水モデルはその幾何構造と原子電荷やレナード＝ジョーンズパラメータといったその他のパラメータによって定義される。

計算化学において、古典的水モデル（みずモデル）は、水クラスターや液体の水、露な溶媒を用いた水溶液のシミュレーションのために用いられる。水モデルは量子力学や分子力学、実験結果、これらの組み合わせによって決定される。分子の特定の性質を模倣するため、多くの種類のモデルが開発されている。一般的に、これらは (i) 「サイト」と呼ばれる相互作用点の数、(ii) モデルが剛直なのか柔軟なのか、(iii) モデルが分極効果を含んでいるか、という3つの点によって分類することができる。
露な（明示的な）水モデルの代わりとしては非明示的溶媒和モデル（連続体モデルとも呼ばれる）がある。非明示的溶媒和モデルの例としては、COSMO溶媒和モデルや分極連続体モデル（PCM）、ハイブリッド溶媒和モデルがある。

## 単純な水モデル
剛直なモデルは非結合相互作用に依存する最も単純な水モデルとして知られる。これらのモデルにおいて、結合性相互作用はホロノミック拘束によって陰に扱われる。静電相互作用はクーロンの法則を用いてモデル化され、分散力および斥力はレナード-ジョーンズ・ポテンシャルを用いてモデル化される。TIP3PおよびTIP4Pといったモデルに対するポテンシャルは
{\displaystyle E_{ab}=\sum _{i}^{{\text{on }}a}\sum _{j}^{{\text{on }}b}{\frac {k_{C}q_{i}q_{j}}{r_{ij}}}+{\frac {A}{{r_{\text{OO}}}^{12}}}-{\frac {B}{{r_{\text{OO}}}^{6}}}}
によって表わされる。ここで、静電定数kCは、分子モデリングにおいて一般的に使用される単位で332.1 Å·kcal/mol の値を持つ。qi は電子の電荷に対する部分電荷、rijは2つの原子または電荷サイトの距離、AおよびBはレナード＝ジョーンズパラメータである。荷電サイトは原子あるいは（孤立電子対といった）ダミーサイト上にある。ほとんどの水モデルにおいて、レナード＝ジョーンズ項は酸素原子間の相互作用にのみ適用される。
下図は3から6サイト水モデルの一般的形状を示している。正確な幾何パラメータ（OHの距離とHOHの角度）はモデルによって異なる。

## 2-サイト
よく知られた3-サイトSPCモデルに基づく水の2-サイトモデルは、サイトくりこみ（再規格化）分子流体理論を用いて水の誘電特性を予測することが示されている。

## 3-サイト
3-サイトモデルは水分子の3つの原子に対応した3つの相互作用点を持つ。それぞれのサイトは点電荷を持ち、酸素原子に対応するサイトはレナード＝ジョーンズパラメータも持つ。3-サイトモデルは高い計算効率を達成しているため、これらは分子動力学シミュレーションの多くの応用に広く用いられている。モデルのほとんどは実際の水分子のものと合致する剛体構造を使用している。例外はSPCモデルであり、このモデルはHOH角について観測値の104.5°ではなく、理想的な正四面体形状（109.47°）を仮定している。
以下の表は一部の3-サイトモデルに対するパラメータを載せている。
|                        | TIPS   | SPC    | TIP3P  | SPC/E   |
| ---------------------- | ------ | ------ | ------ | ------- |
| r(OH), Å               | 0.9572 | 1.0    | 0.9572 | 1.0     |
| HOH, deg               | 104.52 | 109.47 | 104.52 | 109.47  |
| A × 10−3, kcal Å12/mol | 580.0  | 629.4  | 582.0  | 629.4   |
| B, kcal Å6/mol         | 525.0  | 625.5  | 595.0  | 625.5   |
| q(O)                   | −0.80  | −0.82  | −0.834 | −0.8476 |
| q(H)                   | +0.40  | +0.41  | +0.417 | +0.4238 |

SPC/Eモデルはポテンシャルエネルギー関数に平均分極補正を加えている。
{\displaystyle E_{pol}={\frac {1}{2}}\sum _{i}{\frac {(\mu -\mu ^{0})^{2}}{\alpha _{i}}}}
ここで、μは有効に分極した水分子の双極子（SPC/Eモデルでは2.35 D）、 μ0は孤立した水分子の双極子モーメント（1.85 D、実験値から）、αiは等方性分極率定数（1.608 × 10−40 F m2）である。
モデル中の電荷は一定であるため、この補正は全エネルギーに1.25 kcal/mol (5.22 kJ/mol) を加える結果となる。SPC/EモデルはSPCモデルよりも良い密度と拡散定数をもたらす。
CHARMM力場に実装されているTIP3Pモデルは元のモデルからわずかに修正された版である。この差異はレナード＝ジョーンズパラメータにある。元のTIP3Pとは異なり、CHARMM版のTIP3Pは酸素原子上に加えて、2つの水素原子上にもレナード＝ジョーンズパラメータを置いている。電荷は修正されていない。3-サイトモデル（TIP3P）は比熱の計算に優れた性能を示す。

### 柔軟なSPC水モデル

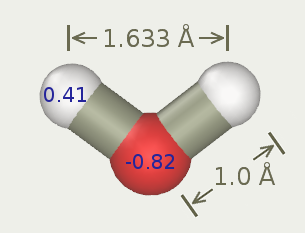
柔軟なSPC水モデル

柔軟な単純点電荷水モデル（柔軟なSPC水モデル）は3-サイトSPC水モデルの再パラメータ版である。SPCモデルは剛直であるのに対して、「柔軟な」SPCモデルは柔軟である。ToukanとRahmanのモデルにおいて、O-H伸縮は非調和とされ、ゆえに動的挙動がよく記述されている。これは分極を考慮に入れない中では最も正確な3中心水モデルの1つである。分子動力学シミュレーションにおいて、柔軟なSPCモデルは水の正確な密度および誘電率を与える。
柔軟なSPCモデルはMDynaMixおよびAbaloneに実装されている。

### その他のモデル
- Ferguson（柔軟なSPC）
- CVFF（柔軟）
- MG（柔軟、解離性）[14]
- KKYポテンシャル（柔軟なモデル）[15]
- BLXL (smear charged potential)[16]

## 4-サイト
4-サイトモデルは、3-サイトモデルのHOH角の二等分線に沿った酸素の近くに1つのダミー原子（図中ではMと表示されている）を加えることによって4つの相互作用点を持つ。ダミー原子は負電荷のみを有している。このモデルは水分子の周りの静電分布を改善している。この手法を用いた最初のモデルは1933年に発表されたBernal-Fowlerモデルであった。このモデルは最も初期の水モデルでもある。しかしながら、BFモデルは密度や蒸発熱といった水のバルク特性をよく再現しない。したがって、歴史的に興味が持たれるのみである。これはパラメータ化の手法の結果である。現代コンピュータが利用可能になった後に開発されたより新しいモデルは、メトロポリス・モンテカルロ法あるいは分子動力学シミュレーションを行い、水のバルク特性を十分に再現するまでパラメータを調節することによってパラメータ化された。
1983年に初めて発表されたTIP4Pモデルは計算化学ソフトウェアパッケージに広く実装されており、生体分子系のシミュレーションにしばしば使用されている。TIP4Pモデルを特殊な用途のために再パラメータ化したモデルも存在する。TIP4P-Ewモデルはエバルトの方法と共に用いるため、TIP3P/Iceは固体の氷のシミュレーションのため、TIP4P/2--5は凝集水の全相図をシミュレーションするためにパラメータ化されている。
4-サイト水モデルのほとんどは、気相中の水分子のものと一致するOH距離とHOH角を用いている。例外はOPCモデルであり、これは水分子の根本的なC2v分子対称性以外のいかなる構造拘束もかけられていない。代わりに、点電荷とそれらの位置が水分子の静電学を最も良く記述するように最適化されている。OPCは一般的に用いられる剛直n-サイト水モデルよりも正確に包括的な一連のバルク特性を再現する。OPCモデルはAMBER力場に実装されている。
|                        | BF    | TIPS2  | TIP4P  | TIP4P-Ew | TIP4P/Ice | TIP4P/2005 | OPC     | TIP4P-D |
| ---------------------- | ----- | ------ | ------ | -------- | --------- | ---------- | ------- | ------- |
| r(OH), Å               | 0.96  | 0.9572 | 0.9572 | 0.9572   | 0.9572    | 0.9572     | 0.8724  | 0.9572  |
| HOH, deg               | 105.7 | 104.52 | 104.52 | 104.52   | 104.52    | 104.52     | 103.6   | 104.52  |
| r(OM), Å               | 0.15  | 0.15   | 0.15   | 0.125    | 0.1577    | 0.1546     | 0.1594  | 0.1546  |
| A × 10−3, kcal Å12/mol | 560.4 | 695.0  | 600.0  | 656.1    | 857.9     | 731.3      | 865.1   | 904.7   |
| B, kcal Å6/mol         | 837.0 | 600.0  | 610.0  | 653.5    | 850.5     | 736.0      | 858.1   | 900.0   |
| q(M)                   | −0.98 | −1.07  | −1.04  | −1.04844 | −1.1794   | −1.1128    | -1.3582 | -1.16   |
| q(H)                   | +0.49 | +0.535 | +0.52  | +0.52422 | +0.5897   | +0.5564    | +0.6791 | +0.58   |

その他:
- TIP4PF（柔軟）

## 5-サイト
5-サイトモデルは、四面体様配置を持つ酸素原子の孤立電子対を表現する2つのダミー原子（Lと表示される）上に負電荷を置く。これらの種類の初期のモデルは1971年に提唱されたBen-NaimとStillingerのBNSモデルであり、すぐに1974年のStillingerとRahmanのST2モデルに継承された。主にそれらの高い計算コストのため、5-サイトモデルは、MahoneyとJorgensenのTIP5Pモデルが発表された2000年まではあまり開発されなかった。それ以前のモデルと比較した時、TIP5Pモデルは水二量体の構造（中性子散乱から得られる実験的動径分布関数をよく再現する、より「四面体型」な水構造）と水の密度が最大となる温度という点が改善している。TIP5P-Eモデルはエバルト和と共に用いるためにTIP5Pを再パラメータ化したものである。
|                        | BNS      | ST2     | TIP5P  | TIP5P-E |
| ---------------------- | -------- | ------- | ------ | ------- |
| r(OH), Å               | 1.0      | 1.0     | 0.9572 | 0.9572  |
| HOH, deg               | 109.47   | 109.47  | 104.52 | 104.52  |
| r(OL), Å               | 1.0      | 0.8     | 0.70   | 0.70    |
| LOL, deg               | 109.47   | 109.47  | 109.47 | 109.47  |
| A × 10−3, kcal Å12/mol | 77.4     | 238.7   | 544.5  | 554.3   |
| B, kcal Å6/mol         | 153.8    | 268.9   | 590.3  | 628.2   |
| q(L)                   | −0.19562 | −0.2357 | −0.241 | −0.241  |
| q(H)                   | +0.19562 | +0.2357 | +0.241 | +0.241  |
| RL, Å                  | 2.0379   | 2.0160  |        |         |
| RU, Å                  | 3.1877   | 3.1287  |        |         |

しかしながら、BNSおよびST2モデルは静電項についてクーロンの法則を直接的に使用しないことに注意する必要がある。これらのモデルは短距離においてスイッチング関数S(r)
{\displaystyle S(r_{ij})={\begin{cases}0,&{\mbox{if }}r_{ij}\leq R_{L}\\{\frac {(r_{ij}-R_{L})^{2}(3R_{U}-R_{L}-2r_{ij})}{(R_{U}-R_{L})^{2}}},&{\mbox{if }}R_{L}\leq r_{ij}\leq R_{U}\\1,&{\mbox{if }}R_{U}\leq r_{ij}\end{cases}}}
を掛けることで静電項を縮小する。したがって、RL およびRUパラメータはBNSおよびST2にのみ適用される。

## 6-サイト
4-および5-サイトモデルの全てのサイトを混合した6-サイトモデルはNadaとvan der Eerdenによって開発された。水/氷系の研究のために当初設計されたが、非常に高い融点を持つ。

## その他
- 生体分子シミュレーションにおける溶質の挙動に対する明示的溶質モデルの効果も広く研究されている。明示的水モデルは折り畳まれていないペプチドの特異的溶媒和と動力学には影響するのに対して、折り畳まれたペプチドのコンホメーションの挙動と柔軟性は損なわれないままであることが明らかにされている[29]。
- MBモデル。メルセデス・ベンツのロゴに似たより抽象的なモデルは2次元系における水の一部の特性を再現する。これは「現実の」（すなわち3次元の）系のシミュレーションには使われないが、定性的研究 や教育目的のためには有用である[30]。
- 粗視化モデル。水の1-および2-サイトモデルも開発されている[31]。粗視化モデルでは、それぞれのサイトが複数の水分子を表わすことができる。
- 多体モデル。量子力学的に解かれたトレーニングセットと、ポテンシャルエネルギー表面を抽出するための機械学習プロトコルを用いて作られた水モデル。これらのポテンシャルエントロピー表面はMDシミュレーションに送り込まれ、凝集相系の物理特性の計算において前例のない精度をもたらした[32]。

## 計算コスト
水シミュレーションの計算コストは、水モデルの持つ相互作用サイトの数と共に増加する。CPU時間は計算すべき原子間距離の数におおむね比例する。3-サイトモデルでは、水分子のそれぞれの対について9つの距離が必要である。4-サイトモデルでは10の距離、5-サイトモデルでは17の距離、6-サイトモデルでは26の距離が必要である。
分子動力学法において剛直な水モデルを用いる時は、拘束アルゴリズムを用いて構造を拘束し続けるための追加のコストが存在する（しかし拘束された結合長を用いると、タイムステップの増加が可能になることが多い）。